# بروس غولدن
بروس غولدن (بالإنجليزية: Bruce Golden)‏ (3 ديسمبر 1952)؛ روائي أمريكي.